# Obila velutina
Obila velutina är en fjärilsart som beskrevs av Charles Oberthür 1883. Obila velutina ingår i släktet Obila och familjen mätare. Inga underarter finns listade i Catalogue of Life.